# Brodat al realç
El brodat al realç és un tipus de brodat que consisteix a imitar un model de talla mitjançant draps blancs sobreposats segan el relleu que es desitja obtenir.